# Мартиновичі
Мартиновичі — колишнє село в Україні, яке було виселено через наслідки аварії на ЧАЕС. Знаходиться в Поліському районі Київської області.
Розміщується на відстані 21 км від залізничної станції Вільча.
Територія села згоріла під час лісових пожеж в Чорнобильській зоні у квітні 2020.

## Історія

Зупинка в селі Мартиновичі

Мартиновичі відомі з XV століття і згадуються в історичних документах 1458 роком.
У 1860-х роках в селі мешкало 780 осіб, 1886 року — 1246 осіб, а напередодні аварії на ЧАЕС — 1,7 тис. мешканців.
У 1920-х роках у селі діяла дослідна станція кабінету антропології та етнології ім. Ф. Вовка.
У 1971 році в селі проживало 1672 особи. Село було центром сільської ради та єдиним населеним пунктом, підпорядкованим їй. Воно підпорядковувалося Поліському району. У 1980-х роках в селі проживало близько 1700 осіб. Станом на 1989 рік у селі проживало 1154 особи.
Більшість мешканців після аварії на ЧАЕС були відселені в село Нові Мартиновичі, а також у села Пологи-Яненки та Пологи-Чобітки. Село було евакуйоване в 1992 році через високе радіаційне забруднення.
Після аварії на ЧАЕС село Мартиновичі було включене до зони обов'язкового (безумовного) відселення.
Після повного відселення мешканців після Чорнобильської катастрофи село увійшло до 30-кілометрової зони відчуження.
Офіційно зняте з обліку 1999 року через відсутність населення.
З лютого по квітень 2022 року село було окуповане російськими військами внаслідок вторгнення 2022 року.

## Пам'ятки
У селі існувала Свято-Георгіївська церква. Перша церква була збудована як зрубна ще у 17 ст. Потім на її місці спорудили 1758 року нову церкву, але вона згоріла 1776 року і 1778 року було зведено нову дерев'яну церкву.

## Люди
В селі народилися:
- Баланчук Михайло Несторович (нар. 1935) — український скульптор.
- Демиденко Андрій Петрович (нар. 1951) — український поет-пісняр.
- Яхновський Олександр Вікторович (1974—2016) — старший прапорщик Збройних сил України, учасник російсько-української війни.